# Дебарска епархија
Дебарска епархија (грч. Μητρόπολις Δεβρῶν) бивша је епископија, која је постојала током средњовековног и раног нововековног периода. Њено подручје је првобитно припадало Охридској архиепископији, која је основана 1019. године, а посебна Дебарска епископија настала је нешто касније, током 12. века. Након 1282. године ушла је у састав Српске архиепископије. Епархија је обухватала подручја Горњег и Доњег Дебра, око средњег тока Црног Дрима и Радике. Прво средиште дебарских епископа било је недалеко од средњовековног града Дебра, у месту прозваном Пишкопеја, на подручју данашње Албаније.
Касније је седиште премештено у Горњи Дебар, у место звано Пискупштина, испод планине Јабланице у области Дримкол. Седиште епископије било је у манастиру Свети Никола код села Бање, у близини Прибоја. Овај манастир је из пренемањићке епохе и није познато ко је био први ктитор. Постојала је све до 1873. године, када је спојена са суседном Велешком епархијом у јединствену Дебарско-велешку епархију.

## Историја
Од оснивања, подручје Дебарске епископије било је под византијском влашћу све до краја 12. века, када је наступио период учесталих промена државне власти (Византија, Бугарско царство, Солунска краљевина, Епирска држава, Српско царство). Средином 13. века, оновљена је власт Византије, а читава област је 1282. године трајно ушла у састав Краљевине Србије. Након тога, Дебарска епископија је ушла у састав Српске архиепископије, односно потоње Српске патријаршије. Из времена српске власти очувани натписи у развалинама старе владичанске цркве у Пишкопеји.
У Пљевљанском синодику записано је девет поглавара Дебарске епископије, у периоду од од 1220. па до краја XIII века и то:
- Христофор,
- Јоаникије,
- Методије,
- Никола I,
- Јован I,
- Спиридон,
- Исаија I,
- Јован II и
- Јован III.

Епископ Исаија II био је жив у време писања Синодика (1286–1292), a забележенo је да je радио на сузбијању богумилске јереси у Полимљу. Помен ковинског протопопа и њему надређеног епископа Николе у једном запису с великом вероватноћом упућује на Николу I који се помиње у Синодику. У првој половини XIV в. на челу епархије био је Јован IV, а 1329. Никола III. У ктиторском натпису краља Стефана Дечанског, који је обновио храм, помиње се име овог епископа. Портрет Николе III осликан је на северном зиду цркве у ктиторској композицији. У храму је била сахрањена и мајка овог епискoпа, монахиња Марта, о чему сведочи сачувана надгробна плоча с натписом. У другој половини XIV в. дабарска област се налазила у држави Војиновића. Чланови ове породице су били и ктитори седишта Д. е., а манастир Св. Николе постао је маузолеј ове породице. Неколико представника ове породице сахрањено је у манастиру, међу њима велики челник Димитрије, велики кнез Војислав, као и његова снаха, мајка жупана Николе Алтомановића. После 1373. дабарска област се извесно време налазила у рукама Твртка I Котроманића. Већина истраживача се слаже да је седиште епархије премештено у манастир Милешеву када је уздигнута на ранг митрополије и да је тако деловала до друге половине XV века. У том периоду нема помена дабарских него само милешевских митрополита, а мало је вероватно да су оба црквена центра деловала истовремено.
Крајем 14. века, дебарску област су од Срба преотели Турци, након чега је и Дебарска епархија враћена у састав Охридске архиепископије. У граду Дебру, који сена данашњем месту развио током раздобља османске власти, дебарски су се епископи трајно настанили тек у 17. и 18. веку. Укидањем Охридске архиепископије (1767), Дебарска епархија је ушла у састав Цариградске патријаршије, а дебарски епископи су добили почасни наслов митрополита. Пошто је новостворена Бугарска егзархија током 1872. године успела да присвоји знатан део верника у дотадашњим епархијама Дебарској и Велешкој, Синод Цариградске патријаршије је 1873. године одлучио да те две епархије споји у једну, под називом: Дебарско-велешка епархија, са седиштем у Кичеву.